# Пиргос (Кавала)
Пиргос (грч. Πύργος) је насељено место у  општини Кушница у периферији Источна Македонија и Тракија, Грчка. Према попису из 2021. године био је 21 становник.
Насеље је подигнуто осамдесетих година 20. века и први пут се помиње на попису из 1991. године са шест становника. У близини се налази Аполонијска кула по којој село носи назив (пиргос значи кула).